# Ed Sommer
Ed Sommer, eigentlich Edmund Sommer (* 26. November 1932 in Schwäbisch Gmünd; † 17. August 2015 ebenda) war ein in Deutschland geborener Künstler mit Schweizer Staatsangehörigkeit. Ed Sommer wurde als avantgardistischer Filmregisseur, Experimental-Filmemacher, Maler, Bildhauer und Fotograf bekannt. Er war Teil der Schwäbisch Gmünder Kunstszene, zu der auch Walter Giers, Eckhart Dietz, Hans Kloss und Arnulf Letto gehörten. Zusammen mit seinem Künstlerfreund Marc Adrian gehörte Sommer zu wichtigen Vertretern der Op-Art und Kinetik.

## Leben und Werk
Edmund Sommer wurde 1932 als eines von vier Kindern des gleichnamigen Schweizers Edmund Sommer und dessen deutscher Frau Erna geboren. 
Die Schuljahre von 1944 bis 1951 verbrachte er mit seiner Schwester Edith in der Schweiz und besuchte dort die Oberschule. Von 1952 bis 1965 arbeitete er in der elterlichen Fabrik, in der Standuhren und Uhrengehäuse hergestellt wurden, nach einer Ausbildung ab 1956 als Designer und ab 1961 als Betriebsleiter.
Von 1966 bis 1969 war er Deutschlandkorrespondent der Schweizer Kunstzeitschrift Art International. In den 1960er Jahren, verkürzte er seinen Namen Edmund auf Ed und hieß fortan nur noch Ed Sommer.
Er war als Künstler und Filmemacher und Fotograf ein Autodidakt und begann 1958 mit der Schaffung von abstrakten Bildreliefs. Später schuf er thermoplastisch geformte Skulpturen aus Acrylglas und Collagen. 
Von 1968 bis 1972 drehte er zusammen mit seiner ersten Ehefrau Irmhild Sommer erotische Experimentalfilme in 16 mm. Die bekanntesten dieser Filme von Irm & Ed Sommer sind: Lovely Love von 1971 und Nitsch (Abreaktionsspiel) aus dem Jahr 1970. 
Nach einem Eklat, der Abhängung einer erotischen Collage Ed Sommers in der Weihnachtsausstellung des Gmünder Kunstvereins im Dezember 1968, wurde er in einer Vorstandssitzung aus dem Verein ausgeschlossen. Daraufhin kündigten über zwanzig Vereinsmitglieder, unter ihnen der Vorstandsvorsitzende Hans Kloss, ihre Mitgliedschaft. 1970 gründete er gemeinsam mit Irm Sommer, Hans und Maria Kloss, Arnulf Letto, Eckhart Dietz, Franz Beer, Walter Giers und Edith Wahlandt die Gmünder „Künstler-Cooperative“, die bis 1983 bestand.
Ed Sommers Schwester Edith (* 1935 in Schwäbisch Gmünd; † 2020 auf Ibiza) war ebenfalls Künstlerin und hatte ihre erste Einzelausstellung 1959 in Köln. 1967 heiratete sie in zweiter Ehe Clifford Irving, den US-amerikanischen Autor mehrerer Bestsellerromane. Mit ihm war sie 1971 in die Fälschung einer Autobiografie von Howard Hughes verwickelt. Während Irving 1972 in New York zu einer zweieinhalbjährigen Haftstrafe verurteilt wurde, bekam Edith zwei Jahre, beide wurden vorzeitig entlassen. Die Irving-Fälschung war einer der größten Buchskandale der Verlagsgeschichte und wurde 2005 unter dem Titel The Hoax (Der große Bluff – Das Howard Hughes Komplott) mit Richard Gere als Irving und Marcia Gay Harden als Edith verfilmt.
Ed Sommer war mit einigen Filmen als Teilnehmer auf der Documenta 5 in Kassel im Jahr 1972 in der Abteilung Filmschau: Erotic Cinema vertreten. 
1975 heiratete er in zweiter Ehe die südkoreanische Künstlerin YongSa Sommer (* 1945 in Gwangju). In den Jahren von 1977 bis 1985 schuf er gestische symbolische Bilder. Von 1983 bis 2002 lebte die Familie in Mirabeau, einer kleinen Gemeinde in Südfrankreich.

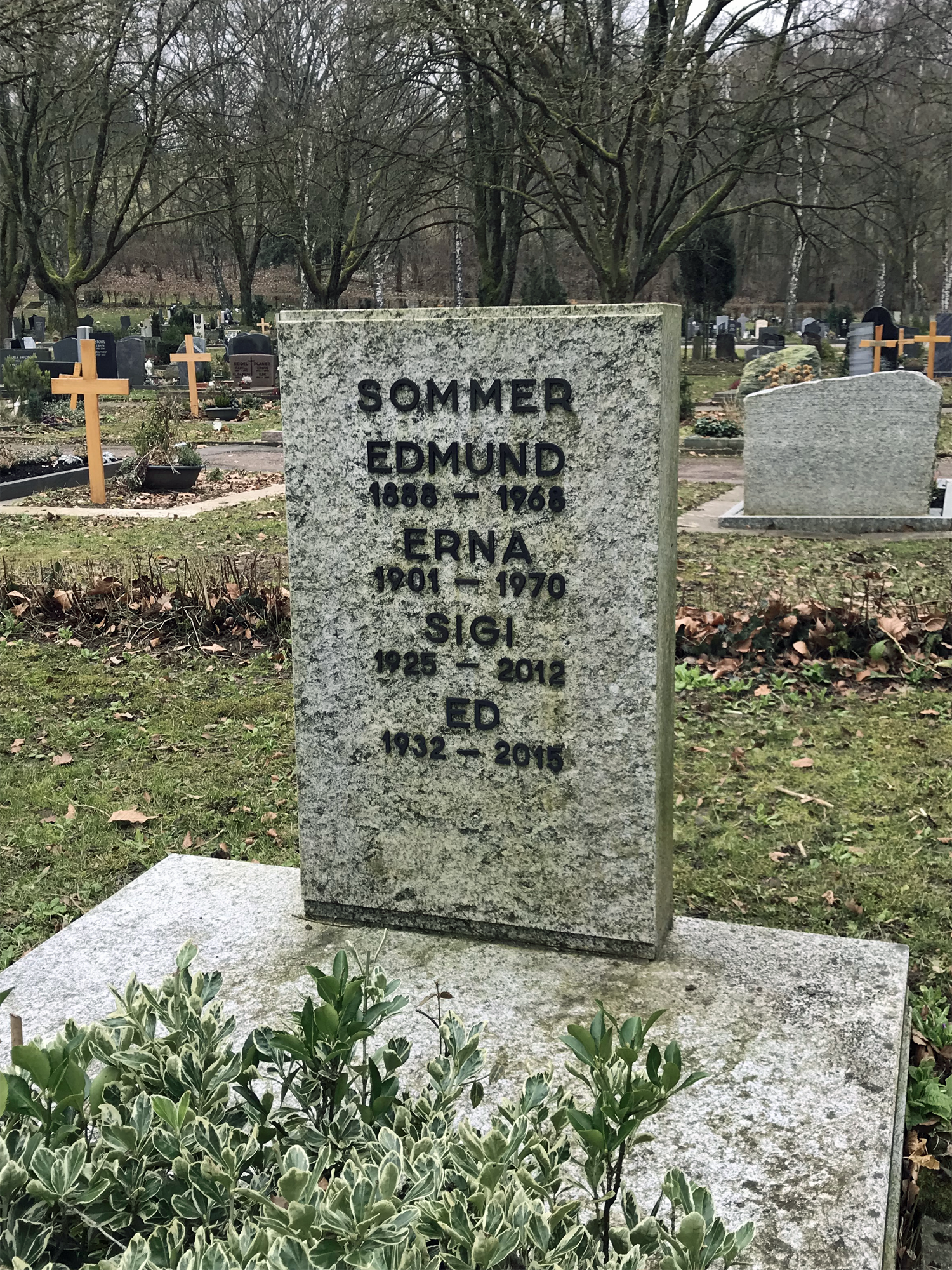
Ed Sommers Grab auf dem Dreifaltigkeitsfriedhof

Im Jahr 1980 entstanden seine ersten Projektions-Fotografien, die er seit 1991 Sequenzen präsentierte. In den Jahren von 1984 bis 1987 entwickelte Ed Sommer eine Dialogkunst, genannt Portraits/Résponses, in denen er die Porträtierten bildnerisch oder schriftlich auf ihre Bildnisse antworten lässt. Zu den Porträtierten gehören unter anderen Jean Baudrillard, Hubert Reeves und Victor Vasarely.
Von 1989 bis 1991 engagierten sich Ed und YongSa Sommer mit Arbeiten für die Menschenrechte in den Projekten Tian Anmen und Kunst für ein freies Tibet. 1990 organisierte er das internationale Kolloquium „Création/Découverte“ im Pariser Goethe-Institut und 1996 ein weiteres Kolloquium „Planetare Kultur/Planetares Bewusstsein“ im Goethe-Institut in Marseille.
Im Jahre 2002 kehrte die Familie nach Schwäbisch Gmünd zurück. Ed Sommer schrieb philosophische Aufsätze und Schriften zum „Planetaren Bewusstsein“ und Gedichte, in denen er Poesie und Philosophie zu seinen „FliessFelderWelten“ vereinte.
Ed Sommer hatte mit seiner ersten Ehefrau Irmhild eine Tochter namens Ines, die als Filmemacherin und Dozentin in den USA arbeitet, und mit seiner zweiten Ehefrau YongSa eine Tochter namens Seraina. Er starb im Alter von 82 Jahren in Schwäbisch Gmünd und ist dort auf dem Dreifaltigkeitsfriedhof in einem Familiengrab im Grabfeld 20 mit seinen Eltern und einer seiner Schwestern bestattet.

## Einzelausstellungen (Auswahl)
- (op) art galeie Hans Mayer: „Ed Sommer: Plastische Arbeiten“, Esslingen am Neckar (1966)
- Galleria Cadario: „Sculpture in acrylic glass“, Rom (1967)
- La nuova loggia di Bologna (1968)
- art & project, Amsterdam (1969)
- Gimpel & Hanover Galerie, Zürich 1970)
- Galerie Denise Ren´und Hans Mayer: „Literarische Reliefs“, Düsseldorf (1973)
- Berner Galerie, Bern (1975)
- Museum Schwäbisch Gmünd (1976)
- Studiengalerie, Universität Stuttgart: „Ed Sommer: Gestische Bilder“ (1980
- Château de La Tour-d’Aigues: „Portraits Réponses“ (1988)
- Kulturzentrum bei den Minoriten: „Ed Sommer: Fließ-Felder-Welten“, Graz (2001)
- Zentrum für Kunst und Medien: „Ed Sommer: Planetare Allianz“, Karlsruhe (2014)